# Yomou
Yomou est une ville et une préfecture du sud-est de la Guinée, dans la région de Nzérékoré, en Guinée forestière, à proximité de la frontière avec le Liberia. Elle est le chef-lieu de la préfecture du même nom.

## Géographie

### Relief
La localité se trouve à une altitude de 374 m, le long de la dorsale guinéenne, couverte d'une forêt dense, qui rend le transport routier difficile, notamment en saison des pluies.

### Climat
Yomou possède un climat de savane de type Aw selon la classification de Köppen, avec une température annuelle moyenne de 25 °C et des précipitations d'environ 1 182,8 mm par an, beaucoup plus abondantes en été qu'en hiver.

## Population
En 1996 on dénombrait 9 991 habitants à Yomou.
En 2016, le nombre d'habitants de Yomou Centre est estimé à 16 149, à partir d'une extrapolation officielle du recensement de 2014 qui en avait dénombré 15 160.
La plupart des habitants sont des Mano ou des Kpelle

## Économie
Yomou est une ville commerçante où l'on vend notamment du riz, du manioc, du café, de l'huile et des noix de palme